# Burgrest Hochdorf
Burgrest Hochdorf, auch Schlößlesberg genannt, bezeichnet die Ruine einer Höhenburg auf 655 m ü. NN bei Dächingen, einem Ortsteil der Stadt Ehingen, im Alb-Donau-Kreis in Baden-Württemberg.
Von der im 13. Jahrhundert von den Herren von Hochdorf erbauten, 1273 erwähnten und 1378 zerstörten Burg sind nur noch Mauerreste erhalten.